# グリーゼ370
グリーゼ370（英語: Gliese 370）は、地球から約36光年の距離に存在するスペクトル型がK5Vの主系列星である。天球上ではほ座の方角に位置する。グリーゼ370という名称は、地球から20パーセク以内に位置する恒星を収録したグリーゼ近傍恒星カタログでの番号であり、この他にも HD 85512 といった名称で知られている。この恒星はそのハビタブルゾーン付近にスーパー・アースサイズの太陽系外惑星を持つことが知られているが、存在を疑問視する研究結果も報告されている。

## 恒星
| 太陽 | グリーゼ370 |
| ---- | ----------- |
| 太陽 | Exoplanet   |

グリーゼ370は、質量が太陽の7割程度、表面温度も太陽より 1,000 K以上低いと推定され、放射エネルギーが太陽よりだいぶ小さい。そのため、ハビタブルゾーンは内径が0.291 au、外径が 0.612 au と見積もられ、金星の公転軌道（0.723 au）よりも恒星に近い。

## 惑星系

グリーゼ370bの軌道と恒星のハビタブルゾーン

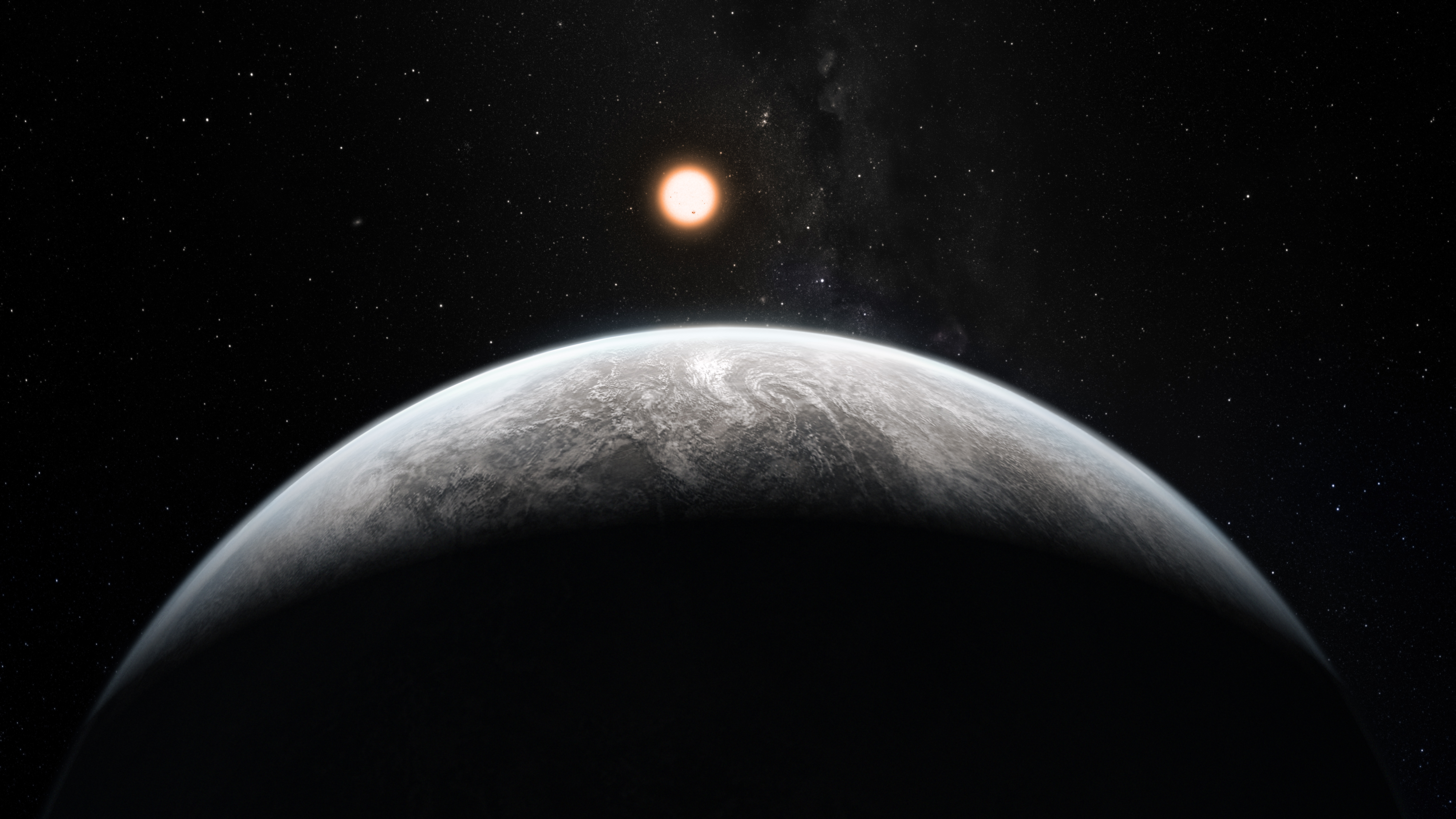
HD 85512 bの想像図。出典: ESO/M. Kornmesser

2011年8月19日、高精度視線速度系外惑星探査装置（HARPS）によるドップラー分光法（視線速度法）での観測で、この恒星のハビタブルゾーンの「すぐ内側」に、地球の3.6倍の質量を持つ惑星グリーゼ370b（HD 85512 b）を発見した、と発表された。 この惑星は、ハビタブルゾーン内には位置していないが、もしこの惑星の表面の50%以上が雲に覆われていれば、液体の水が存在可能な温度を維持することができると考えられている。グリーゼ370bは2007年に発見されたグリーゼ581dとともに、生命が存在する環境の候補として挙げられた最初の系外惑星だが、その後、生命が居住するには熱すぎると考えられるようになった。
2023年、グリーゼ370を含むドップラー分光法によって発見された惑星を持つことが知られている複数の恒星の視線速度データの再評価を行った研究結果が公表された。この研究によると、以前の研究で検出され、惑星グリーゼ370bに由来すると考えられていた周期が約58日の視線速度の変動は観測されず、それよりもやや短い約51日周期の変動が検出された。両者の変動がどちらもグリーゼ370bに起因していると考えることは現実的に許容できず、惑星の軌道要素の是正限度を大幅に逸脱するものとなっている。さらに、この周期は以前の研究で求められていた主星グリーゼ370の自転周期との方が差が小さいことから、この視線速度の変動は主星の自転に起因しているとみられると分析され、グリーゼ370bの存在には疑義が呈されることとなった。
| 名称 （恒星に近い順） | 質量          | 軌道長半径 （天文単位） | 公転周期 (日) | 軌道離心率  | 軌道傾斜角 | 半径     |
| --------------------- | ------------- | ----------------------- | ------------- | ----------- | ---------- | -------- |
| b (疑義あり)          | ≥3.6 ± 0.5 M⊕ | 0.260 ± 0.005           | 58.43 ± 0.13  | 0.11 ± 0.10 | —          | 2.493 R⊕ |